# Juninho
Pour les articles homonymes, voir Juninho (homonymie).
Juninho Pernambucano ou simplement Juninho, de son véritable nom Antônio Augusto Ribeiro Reis Júnior, né le 30 janvier 1975 à Recife au Brésil, est un ancien footballeur international brésilien et légende de l’Olympique Lyonnais possédant également la nationalité française depuis 2007. Entre 2019 et 2022, il a occupé le poste de directeur sportif à l'Olympique lyonnais, avec un bilan mitigé , marqué par des différends avec l'entraîneur Rudi Garcia et la direction du club.
Pendant sa carrière de joueur, il est deux fois champion du Brésil et sept fois champion de France avec l'Olympique lyonnais, pour lequel il inscrit cent buts. Il est reconnu pour son talent de tireur de coup franc, de loin comme de près : il est considéré comme l'un des plus grands spécialistes de ce geste dans l'histoire du football. Il est ainsi le joueur qui en a inscrit le plus (77) devant Pelé (70). Il est également considéré comme le meilleur joueur de l'histoire de l'Olympique lyonnais et l'un des meilleurs joueurs à avoir évolué dans le championnat de France.

## Biographie

### Carrière de joueur

#### Formation et débuts à Sport Recife
Issu d'une famille aisée, ce qui est plutôt rare dans le monde du football, Antônio Augusto Ribeiro Reis Júnior grandit balle au pied dans le quartier de Graças. Il s'exerce d'abord au futsal (football en salle), très populaire au Brésil.
Il commence dans le club de l'Ilha do Retiro en 1993. Le petit technicien impressionne d'aisance et rejoint le Sport Recife, le grand club de l'État de Pernambouc (dont il tire son nom).
Très rapidement il s'impose, malgré ses 19 ans, au sein de l'effectif du club brésilien dont l'emblème est un lion.

#### Vasco de Gama (1995-2001)
Observé par de nombreux clubs brésiliens de São Paulo et Rio de Janeiro, le Vasco de Gama le sort de l’anonymat du Pernambouc en le recrutant en 1995. Ce club basé à Rio de Janeiro offre une médiatisation incomparable à ce travailleur qui, à défaut d’être un jeune prodige, franchit tranquillement les paliers qui mènent au très haut niveau.
Il passe un temps énorme à travailler ses coups francs lors des entraînements et commence à être redouté partout au Brésil et en Amérique du Sud.
Le 7 septembre 1999, Juninho est devenu le premier footballeur ayant joué deux matchs professionnels le même jour dans deux pays différents : il est entré au dernier quart d'heure avec le Brésil lors d'un match amical contre l'Argentine (gagné 4-2 par le Brésil) à Porto Alegre au Brésil. Ensuite, il s'est rendu par avion à Montevideo (en Uruguay), et est entré à la seconde période dans un match de la Copa Mercosur avec son club Vasco da Gama contre Club Nacional de Football.
Juninho dispute 110 rencontres avec le CR Vasco da Gama et marque 24 buts. Il remporte le championnat du Brésil à deux reprises en 1997 et 2000 et la Copa Libertadores, équivalent sud-américain de la Ligue des champions, avec cette même équipe composée entre autres de Romario, Edmundo, Pedrinho ou encore Juninho Paulista.
C'est avec Vasco qu'il sera pour la première fois sélectionné avec le Brésil.

#### Olympique lyonnais (2001-2009)
Lors de l'été 2001, il signe à l'Olympique lyonnais (OL) après avoir été longuement observé par Marcelo Djian, le recruteur brésilien de l'OL.
Juninho s'impose à l'OL grâce à son jeu de passes, et surtout ses coups francs . Il est d'ailleurs considéré comme l'un des meilleurs tireurs de « coup de pied arrêté » au monde et des plus imprévisibles, au même titre que Lionel Messi, Siniša Mihajlović ou Andrea Pirlo. Juninho a marqué 100 buts dont 44 sur coup franc avec l'Olympique lyonnais.
Juninho remporte sept fois le championnat de France avec l'Olympique lyonnais et se voit élu meilleur joueur de l'année 2006 du championnat de France. Il est également désigné, par l’Union Syndicale des Journalistes Sportifs de France (USJSF), comme « sportif de l’année 2006 » et devance Laure Manaudou (natation) et Sébastien Loeb (automobile). Cette distinction lui est attribuée pour ses qualités de footballeur. Le joueur brésilien fait aussi la couverture française du jeu FIFA 2007 avec Ronaldinho, preuve de son statut de star du ballon rond en France.
Juninho joue son 200e match en Ligue 1 le 11 novembre 2007 lors de la réception de l'OM à Gerland. À cette occasion, il inscrit un but de la tête.
Pendant la saison 2007-2008, il gagne avec son club trois trophées : le Trophée des champions en juillet 2007, le Championnat de France de L1 et la Coupe de France en mai 2008.
Les chiffres révèlent aussi qu'il est directement ou indirectement impliqué sur 40 % des buts de son équipe depuis son premier match au club (que ce soit dans le jeu ou sur coup franc).
Il était également un joueur à fort tempérament, en témoignent ses 57 cartons jaunes et 4 cartons rouges reçus durant sa période lyonnaise (94 jaunes et 8 rouges dans toute sa carrière).
Le 24 février 2009, lors du match aller à élimination directe en huitième de finale de la Ligue des champions, « Juni » inscrit, face au FC Barcelone, son 17e but en Ligue des champions, devenant ainsi le meilleur buteur de l'histoire de l'OL dans cette compétition. Il a été inscrit sur un coup franc très excentré sur le côté gauche, sa frappe directe lobant le gardien Blaugrana Víctor Valdés.
Le 23 mai 2009, pour son dernier match à Gerland et le dernier de sa carrière en Ligue 1, Juninho inscrit le 100e et dernier but de sa carrière lyonnaise contre Caen (victoire 3-1). Il sort en fin de seconde période, sous les acclamations et les chants du Stade Gerland, qui se poursuivent même après la réduction du score par le Stade Malherbe de Caen à 2-1. Juninho reçoit un trophée du président Jean-Michel Aulas à la fin du match pour l'ensemble de son œuvre à Lyon, avec 14 titres en huit saisons à l'OL. Les Bad Gones 1987 prononcent un discours et font chanter, pour la dernière fois, le « chant de Juni » au stade de Gerland.
Le 26 mai 2009, en conférence de presse, Jean-Michel Aulas confirme que Juninho va quitter le club le 30 juin, étant libéré de sa dernière année de contrat. Pris d'un léger malaise dû à l'émotion, Juninho quitte la conférence de presse et ne souhaite pas revenir pour évoquer son avenir.

#### Al-Gharafa Doha (2009-2011)
Le 18 juillet 2009, « Juni » s'engage pour deux ans en faveur d'Al-Gharafa Doha (Qatar) pour un montant de 2,5 millions d’euros et il touche un salaire de 3 M€ hors primes diverses, pour conclure sa carrière. Après avoir eu des touches avec le Genoa et la Lazio Rome notamment, l’ancien lyonnais a préféré la tranquillité du Golfe Persique ; il y porte le numéro 5.
Ses débuts sont remarquables : « Juni » devient capitaine et continue à inscrire ses célèbres coups francs. En février 2011, il régale les spectateurs du Qatar en inscrivant une magnifique Madjer contre un prétendant au titre.
Le 16 novembre 2009 Juninho fait part de son envie de retourner à Lyon « Je dois bien avouer que Lyon me manque un peu. Depuis deux ou trois mois, je me demande même si je n’aurais pas dû faire une saison de plus. »
Mais Jean-Michel Aulas avoue que ça ne sera pas possible « Depuis son départ pour le Qatar à la fin de saison dernière, on mesure encore plus ce qu’il apportait dans le jeu et dans l’équipe, mais il faut faire avec. C’est toujours avec un immense regret que je vois partir les joueurs et Juninho était le plus grand, mais je sais bien que son retour n’est pas possible. Dans la tête de Juninho le haut niveau a de telles exigences qu’il serait difficile pour lui de retrouver l’élite »
Mais un retour dans le staff lyonnais est très envisageable pour son après carrière.
Pour sa première année au Qatar, « Juni » remporte le Championnat du Qatar et la Coupe crown prince de Qatar.
En mars 2011 il décide de terminer sa carrière dans son club formateur, le Vasco de Gama, et souhaite passer par la suite ses diplômes d'entraineur.

#### Retour à Vasco de Gama (2011-2012)
Soucieux de retrouver son pays, Juninho signe son retour à Vasco de Gama en avril 2011. Il y porte le maillot numéro 8 comme l’était son numéro à Olympique lyonnais. Juninho touche des primes sur objectifs, ainsi que 50 % des contrats publicitaires du club. Pour son premier match sous les couleurs de son nouveau club, il marque le seul but de son équipe face au SC Corinthians d'un coup franc de plus de 34 mètres (défaite 2-1).

#### New York Red Bulls (2012-2013)
Le 17 décembre 2012, Juninho rejoint officiellement Thierry Henry aux New York Red Bulls en Major League Soccer.
Le 16 février 2013, Juninho inscrit son premier but avec New York en match amical contre New England.
Le 7 mars 2013, Juninho joue son premier match officiel avec New York en Major League Soccer contre Portland Timbers, le match se termine sur le score de 3-3.
Le 17 avril 2013, alors qu'il ne reste que quelques minutes à jouer dans le match opposant son équipe au Sporting Kansas City, Juninho se précipite pour rendre le ballon à Jimmy Nielsen, le gardien adverse, afin que ce dernier effectue rapidement le 6 mètres. Cependant, Juninho s’énerve puis tire sur le gardien. L'arbitre lui donnera un carton rouge par la suite. Juninho expliquera qu'il a  « perdu son sang-froid ».
Le 3 juillet, on apprend que Juninho résilie son contrat avec les New York Red Bulls par consentement mutuel.

#### Nouveau retour au Vasco de Gama (2013-2014)
Le 13 juillet 2013, Juninho décide de rentrer au Vasco de Gama et signe un contrat d'une saison. Pour son retour, il retrouve le numéro 8 et le brassard de capitaine.
Le 21 juillet 2013, Juninho joue son premier match avec Vasco contre Fluminense lors de la 8e journée du Brasileirão. Il y inscrit son premier but et délivre une passe décisive pour André. Vasco remporte le match sur le score de 3 buts à 1.
Le 27 juillet 2013, pour son deuxième match avec Vasco, Juninho ouvre le score sur coup franc contre Criciúma, le Vasco l'emporte 3-2. Le 1er août, il retrouvera son ancien partenaire lyonnais Cris qui vient de s'engager avec Vasco de Gama.
Le 4 août 2013, Juninho délivre une superbe passe décisive pour son coéquipier André contre le Botafogo, le Vasco s'inclinera 2-3.
Le 15 novembre 2013 Juninho annonce officieusement sa retraite à la suite d'une blessure musculaire qui l'éloignerait des terrains pendant 3-4 mois. Si elle n'est pas encore confirmée à 100 % par le joueur, il n'hésite en revanche pas à dire qu'elle est plus qu'envisageable après une carrière pleine, forte notamment de sept titres de champion de France consécutifs avec l'Olympique lyonnais, où Juninho s'est forgé son nom.
Le 30 janvier 2014, jour de ses 39 ans, son club le Vasco de Gama, annonce officiellement la retraite sportive de Juninho.

### Carrière internationale
Vanderlei Luxemburgo, alors coach de la Seleção, lui offre sa première sélection le 28 mars 1999 en Corée du Sud (défaite 1-0, but de Kim Do-hoon à la 90e).
Sous les ordres de Carlos Alberto Parreira, il remporte la Coupe des confédérations 2005 et participe à la Coupe du monde de football 2006, marquant un but contre le Japon au premier tour. En quart de finale, à l'issue de la défaite contre la France (0-1), il annonce sa retraite internationale, pour se concentrer sur ses performances avec son club de l'Olympique lyonnais et surtout laisser la place aux jeunes.
Juninho compte 44 sélections pour 7 buts en équipe du Brésil. Son bilan en sélection reste mitigé. En effet, jamais il n'aura été un titulaire à part entière, le milieu de terrain de la Seleção comprenant une pléthore de grands joueurs à son poste tels que Rivaldo, Kaká ou encore Ronaldinho.

### Carrière de dirigeant

#### Directeur sportif à l'Olympique lyonnais (2018-2021)
Juninho retrouve l'Olympique lyonnais dès la fin de saison 2018-2019 en tant que directeur sportif du club. Il est accompagné de Sylvinho qui devient le nouvel entraîneur de l'équipe première, lequel sera remercié le 7 octobre 2019 en raison des mauvais résultats en Ligue 1 et d'une qualité de jeu s'étant révélée insuffisante. Rudi Garcia, choisi par Juninho selon Jean-Michel Aulas, remplace l'entraîneur brésilien.
Lors du mercato estival, il fait fonctionner son réseau au Brésil ainsi que de son expérience du championnat brésilien en recrutant Jean Lucas, de Flamengo puis, au mercato hivernal, Camilo, de Ponte Preta et Bruno Guimarães de l'Athletico Paranaense. Il fait également venir le jeune Lucas Paquetá de l’Ac Milan, qui rejoint Lyon afin de retrouver son meilleur niveau.
Lors du mercato 2021, Juninho réalise de jolis coups. Tout d'abord, le 29 mai 2021, il annonce un nouvel entraineur en la personne de Peter Bosz. Muet ensuite pendant deux mois, il signe pour un prêt de un an Emerson, récent vainqueur de la Ligue des champions et de l'Euro 2020. Continuant sur sa lancée, une nouvelle recrue arrive le 23 août 2021, à savoir Xherdan Shaqiri, qui signe pour trois saisons pour un montant de six millions d'euros plus cinq bonus après trois années à Liverpool.
A la fin de l'année 2021, usé par des différends avec la direction et par les mauvais résultats de l'équipe lyonnaise de Peter Bosz, il quitte le club de manière précipitée, après avoir exprimé sa fatigue dans les médias. Son bilan est mitigé, et son inexpérience au poste de directeur sportif a été mise en avant. Mais bon nombre de supporters restent modérés sur les critiques à son encontre, incriminant plutôt la direction .

## Style de jeu

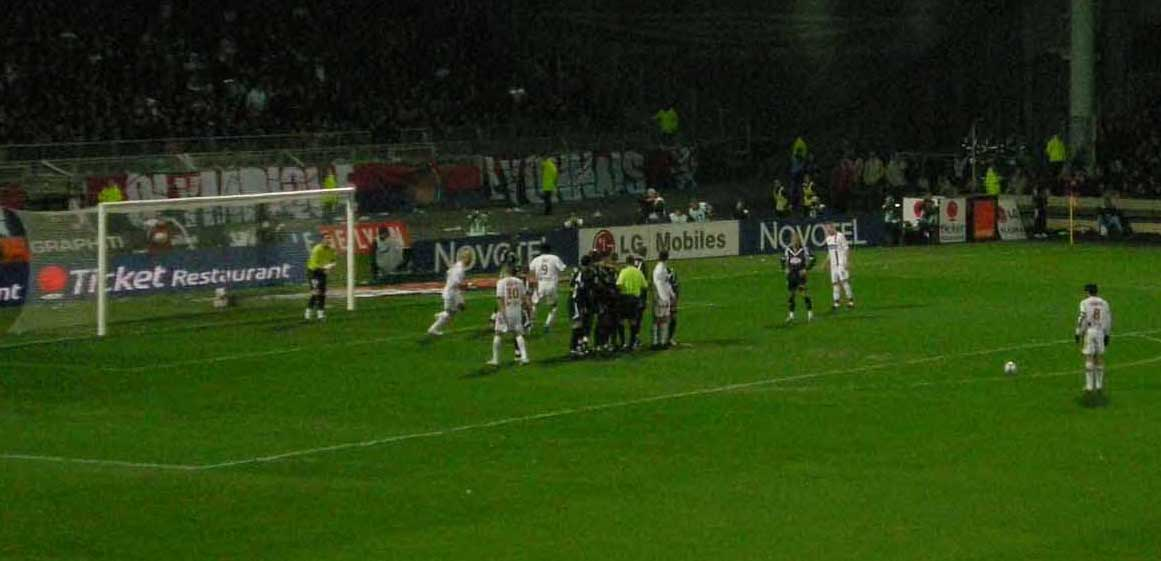
Les célèbres coups francs de Juninho ont fait s'incliner de grands gardiens comme Oliver Kahn.

Meneur de jeu techniquement habile, Juninho est notamment admiré pour ses coups francs,.
Juninho est souvent considéré comme le meilleur tireur de coups francs de l'histoire du football, devant des joueurs comme Ronaldinho, Lionel Messi, Andrea Pirlo, Cristiano Ronaldo, Francesco Totti, Roberto Carlos, David Beckham, Shunsuke Nakamura, Siniša Mihajlović, Alessandro Del Piero ou moins récemment Pelé, Diego Maradona, Michel Platini, Rogério Ceni ou Zico,,,,,,,,.
Thierry Henry parle notamment du Lyonnais comme « le meilleur tireur de l’histoire, de loin, de très loin »,.
Une enquête du journal L'Équipe datant de décembre 2006 a montré que 45 % des buts de l'Olympique lyonnais (alors une des meilleures attaques d'Europe) étaient issus — directement ou indirectement — d'un coup de pied arrêté de son meneur de jeu brésilien. L'Olympique lyonnais n'a d'ailleurs jamais perdu en championnat lorsque Juninho a marqué un coup franc.
Les supporters lyonnais du stade de Gerland ont composé une chanson (sur l'air de Live is Life) qu'ils entonnent lorsque Juninho s'apprête à tirer un coup de pied arrêté.

### Coups francs marqués avec l'Olympique lyonnais
Les statistiques de Juninho sur coups de pied arrêtés, avec notamment 44 buts inscrits dans ce domaine sous les couleurs de l'Olympique lyonnais entre 2001 et 2009, attestent d'une forte régularité à ce niveau, :
Certains de ces coups francs sont plus souvent cités dans la presse :
- Le coup franc marqué le 5 novembre 2003 au gardien Oliver Kahn du Bayern Munich, alors considéré comme l'un des meilleurs gardiens du monde[35], dans le cadre de la phase de groupes de la Ligue des champions 2003-2004. Il s'agit d'un coup franc aux 35 m désaxé pour la lucarne opposée avec un poteau rentrant[36],[37],[30],[38].
- Le 3 octobre 2004, dans l'un des derbies les plus marquants entre l'AS Saint-Étienne et l'Olympique lyonnais, il marque un coup franc au-dessus du mur qui finit dans le petit filet de Jérémie Janot et ouvre le score. Juninho inscrit plus tard un autre but permettant aux siens de l'emporter après avoir été mené 2-1 à quelques minutes de la fin de la rencontre[36],[37],[38].
- Celui inscrit face au Werder Brême le 23 février 2005 lors des huitièmes de finale de la Ligue des champions 2004-2005, à 35 m, légèrement désaxé pour la lucarne opposée[36],[37],[39],[38].
- Celui marqué face au Toulouse Football Club en Ligue 1 au printemps 2005 à un peu plus de 30 m après seulement trois minutes de jeu. Christophe Revault, le gardien toulousain, encaissant ce soir là même deux coups francs de « Juni » dans le même match, une mésaventure qui arrivera également à Fabien Cool, de l'AJ Auxerre en 2002 et à Lionel Letizi de l'OGC Nice en 2008[36],[37].
- Celui marqué face au Real Madrid et son gardien iconique Iker Casillas, en septembre 2005 en phase de groupes de la Ligue des champions 2005-2006, est inscrit de 29 m, avoisinant les 126 km/h, et permet aux Lyonnais de remporter leur première victoire face à Madrid[36],[37],[30],[38].
- Celui marqué en championnat face à l'AC Ajaccio le 4 mars 2006, avec une trajectoire flottante alors qu'il était placé à 41 m[40],[37],[36],[39],[38].
- Le 17 octobre 2006 sur la pelouse du Dynamo Kiev, il place le ballon dans la lucarne sur coup de pied arrêté, parvenant à donner une trajectoire « suspendue et improbable » au ballon[41], et contribuant ainsi à la victoire 3-0 des siens[36],[37],[38].
- Le coup franc marqué face au FC Barcelone au stade de Gerland, le 27 novembre 2007 lors de la phase de groupes Ligue des champions 2007-2008, alors qu'il était placé à environ 45 m, avec rebond. Juninho inscrit également un penalty plus tard dans la rencontre, signant un doublé et offrant le nul 2-2 à son équipe[42]
- Celui marqué face au CS Sedan Ardennes le 7 mai 2008, alors qu'il était placé à 37,2 m. La trajectoire « improbable » du ballon fait qu'il est considéré comme l'un des plus beaux coups francs de Juninho. Seul but du match, il qualifie ainsi l'Olympique lyonnais pour la finale de la Coupe de France 2007-2008[36],[37].
- Celui marqué face au FC Barcelone le 24 février 2009 lors des huitièmes de finale de la Ligue des champions 2008-2009. Particulièrement excentré, il parvient à mettre le ballon dans le petit filet de Víctor Valdés[36],[30],[39].
- Son dernier coup franc sous les couleurs lyonnaises, inscrit en 2009 sur la pelouse de l'Olympique de Marseille, où un rebond trompe Steve Mandanda dans les arrêts de jeu et porte le score de la rencontre à 3-1[36],[37].

## Statistiques

### Statistiques détaillées
Ce tableau présente les statistiques en carrière de Juninho.
| Saison                | Club                  | Championnat           | Championnat | Championnat | Championnat | Coupe nationale | Coupe nationale | Coupe nationale | Coupe de la Ligue | Coupe de la Ligue | Coupe de la Ligue | Supercoupe | Supercoupe | Supercoupe | Compétition(s) continentale(s) | Compétition(s) continentale(s) | Compétition(s) continentale(s) | Compétition(s) continentale(s) | Coupe Intercontinentale /Coupe du monde des clubs | Coupe Intercontinentale /Coupe du monde des clubs | Coupe Intercontinentale /Coupe du monde des clubs | Ligue régional | Ligue régional | Ligue régional | Brésil | Brésil | Brésil | Total | Total | Total |
| Saison                | Club                  | Division              | M.          | B.          | P.d.        | M.              | B.              | P.d.            | M.                | B.                | P.d.              | M.         | B.         | P.d.       | Comp.                          | M.                             | B.                             | P.d.                           | M.                                                | B.                                                | P.d.                                              | M.             | B.             | P.d.           | M.     | B.     | P.d.   | M.    | B.    | P.d.  |
| 1994                  | Sport Recife          | Brasileirão           | 25          | 8           | 7           | -               | -               | -               | -                 | -                 | -                 | -          | 12         | 3          | -                              | -                              | -                              | 5                              | -                                                 | -                                                 | 2                                                 | -              | -              | -              | -      | -      | 8      | 25    | 20    | 25    |
| Sous-total            | Sous-total            | Sous-total            | 25          | 8           | -           | -               | -               | -               | -                 | -                 | -                 | -          | -          | -          | -                              | -                              | -                              | -                              | -                                                 | -                                                 | -                                                 | -              | -              | 5              | -      | -      | 8      | 25    | 8     | 13    |
| 1995                  | CR Vasco de Gama      | Brasileirão           | 21          | 3           | -           | -               | -               | -               | -                 | -                 | -                 | -          | -          | -          | -                              | -                              | -                              | -                              | -                                                 | -                                                 | -                                                 | 7              | 0              | -              | -      | -      | -      | 28    | 3     | 0     |
| 1996                  | CR Vasco de Gama      | Brasileirão           | 15          | 7           | -           | -               | -               | -               | -                 | -                 | -                 | -          | -          | -          | CC                             | 3                              | 0                              | -                              | -                                                 | -                                                 | -                                                 | 27             | 7              | -              | -      | -      | -      | 45    | 14    | 0     |
| 1997                  | CR Vasco de Gama      | Brasileirão           | 18          | 4           | -           | -               | -               | -               | -                 | -                 | -                 | -          | -          | -          | SS                             | 4                              | 1                              | -                              | -                                                 | -                                                 | -                                                 | 28             | 2              | -              | -      | -      | -      | 50    | 7     | 0     |
| 1998                  | CR Vasco de Gama      | Brasileirão           | 18          | 3           | -           | -               | -               | -               | -                 | -                 | -                 | -          | -          | -          | CL+CM                          | 8                              | 2                              | -                              | 1                                                 | 1                                                 | 0                                                 | 6              | 0              | -              | -      | -      | -      | 33    | 6     | 0     |
| 1999                  | CR Vasco de Gama      | Brasileirão           | 21          | 2           | -           | -               | -               | -               | -                 | -                 | -                 | -          | -          | -          | CL+CM                          | 6                              | 1                              | -                              | -                                                 | -                                                 | -                                                 | 31             | 9              | -              | 4      | 0      | 0      | 62    | 12    | 0     |
| 2000                  | CR Vasco de Gama      | Brasileirão           | 17          | 5           | -           | -               | -               | -               | -                 | -                 | -                 | -          | -          | -          | CL+CM                          | 14                             | 2                              | -                              | 4                                                 | 0                                                 | 0                                                 | 16             | 5              | -              | 3      | 0      | 3      | 54    | 12    | 3     |
| Sous-total            | Sous-total            | Sous-total            | 110         | 24          | -           | -               | -               | -               | -                 | -                 | -                 | -          | -          | -          | -                              | 35                             | 6                              | -                              | 5                                                 | 1                                                 | 0                                                 | 115            | 23             | -              | 7      | 0      | 3      | 272   | 54    | 3     |
| 2001-2002             | Olympique lyonnais    | Division 1            | 29          | 5           | 8           | 2               | 0               | -               | 1                 | 0                 | -                 | -          | -          | -          | C1+C3                          | 4+4                            | 0                              | 2+0                            | -                                                 | -                                                 | -                                                 | -              | -              | -              | 4      | 0      | 0      | 44    | 5     | 10    |
| 2002-2003             | Olympique lyonnais    | Ligue 1               | 31          | 13          | 6           | 1               | 0               | -               | 1                 | 0                 | -                 | 1          | 0          | -          | C1+C3                          | 6+2                            | 0                              | 1+0                            | -                                                 | -                                                 | -                                                 | -              | -              | -              | 2      | 0      | 0      | 44    | 13    | 7     |
| 2003-2004             | Olympique lyonnais    | Ligue 1               | 32          | 10          | 9           | 3               | 2               | -               | -                 | -                 | -                 | 1          | 0          | -          | C1                             | 10                             | 5                              | 1                              | -                                                 | -                                                 | -                                                 | -              | -              | -              | 7      | 0      | 0      | 53    | 17    | 10    |
| 2004-2005             | Olympique lyonnais    | Ligue 1               | 32          | 13          | 9           | 2               | 1               | -               | 1                 | 0                 | -                 | 1          | 0          | -          | C1                             | 9                              | 2                              | 5                              | -                                                 | -                                                 | -                                                 | -              | -              | -              | 10     | 1      | 1      | 55    | 17    | 15    |
| 2005-2006             | Olympique lyonnais    | Ligue 1               | 32          | 9           | 11          | 4               | 1               | -               | -                 | -                 | -                 | -          | -          | -          | C1                             | 8                              | 4                              | 3                              | -                                                 | -                                                 | -                                                 | -              | -              | -              | 10     | 5      | 1      | 54    | 19    | 15    |
| 2006-2007             | Olympique lyonnais    | Ligue 1               | 31          | 10          | 6           | 2               | 1               | -               | 2                 | 0                 | -                 | -          | -          | -          | C1                             | 7                              | 1                              | 5                              | -                                                 | -                                                 | -                                                 | -              | -              | -              | -      | -      | -      | 42    | 12    | 11    |
| 2007-2008             | Olympique lyonnais    | Ligue 1               | 32          | 8           | 8           | 4               | 2               | -               | 2                 | 0                 | -                 | -          | -          | -          | C1                             | 8                              | 3                              | 0                              | -                                                 | -                                                 | -                                                 | -              | -              | -              | -      | -      | -      | 46    | 13    | 8     |
| 2008-2009             | Olympique lyonnais    | Ligue 1               | 29          | 7           | 5           | 1               | 0               | -               | 2                 | 0                 | -                 | -          | -          | -          | C1                             | 7                              | 3                              | 4                              | -                                                 | -                                                 | -                                                 | -              | -              | -              | -      | -      | -      | 39    | 10    | 9     |
| Sous-total            | Sous-total            | Sous-total            | 248         | 75          | 62          | 19              | 7               | -               | 9                 | 0                 | -                 | 3          | 0          | 0          | -                              | 65                             | 18                             | 21                             | -                                                 | -                                                 | -                                                 | -              | -              | -              | 33     | 6      | 2      | 377   | 106   | 85    |
| 2009-2010             | Al-Gharafa SC         | Q-League              | 20          | 6           | 11          | 5               | 3               | -               | -                 | -                 | -                 | 2          | 0          | -          | AFC                            | 6                              | 0                              | 4                              | -                                                 | -                                                 | -                                                 | -              | -              | -              | -      | -      | -      | 33    | 9     | 15    |
| 2010-2011             | Al-Gharafa SC         | Q-League              | 19          | 8           | 7           | 6               | 2               | -               | -                 | -                 | -                 | 2          | 2          | -          | AFC                            | 5                              | 0                              | 3                              | -                                                 | -                                                 | -                                                 | -              | -              | -              | -      | -      | -      | 32    | 12    | 10    |
| Sous-total            | Sous-total            | Sous-total            | 39          | 14          | 18          | 11              | 5               | -               | -                 | -                 | -                 | 4          | 2          | -          | -                              | 11                             | 0                              | 7                              | -                                                 | -                                                 | -                                                 | -              | -              | -              | -      | -      | -      | 65    | 21    | 25    |
| 2011                  | CR Vasco de Gama      | Brasileirão           | 21          | 4           | 3           | -               | -               | -               | -                 | -                 | -                 | -          | -          | -          | CS                             | 5                              | 1                              | 6                              | -                                                 | -                                                 | -                                                 | -              | -              | -              | -      | -      | -      | 26    | 5     | 9     |
| 2012                  | CR Vasco de Gama      | Brasileirão           | 29          | 7           | 9           | -               | -               | -               | -                 | -                 | -                 | -          | -          | -          | CL                             | 7                              | 2                              | 2                              | -                                                 | -                                                 | -                                                 | 13             | 4              | -              | -      | -      | -      | 49    | 13    | 11    |
| Sous-total            | Sous-total            | Sous-total            | 50          | 11          | 12          | -               | -               | -               | -                 | -                 | -                 | -          | -          | -          | -                              | 12                             | 3                              | 8                              | -                                                 | -                                                 | -                                                 | 13             | 4              | -              | -      | -      | -      | 75    | 18    | 20    |
| 2013                  | Red Bulls de New York | MLS                   | 13          | 0           | 1           | 2               | 0               | 0               | -                 | -                 | -                 | -          | -          | -          | -                              | -                              | -                              | -                              | -                                                 | -                                                 | -                                                 | -              | -              | -              | -      | -      | -      | 15    | 0     | 1     |
| Sous-total            | Sous-total            | Sous-total            | 13          | 0           | 1           | 2               | 0               | 0               | -                 | -                 | -                 | -          | -          | -          | -                              | -                              | -                              | -                              | -                                                 | -                                                 | -                                                 | -              | -              | -              | -      | -      | -      | 15    | 0     | 1     |
| 2013                  | CR Vasco de Gama      | Brasileirão           | 21          | 2           | 6           | 1               | 0               | 0               | -                 | -                 | -                 | -          | -          | -          | -                              | -                              | -                              | -                              | -                                                 | -                                                 | -                                                 | -              | -              | -              | -      | -      | -      | 22    | 2     | 6     |
| Sous-total            | Sous-total            | Sous-total            | 21          | 2           | 6           | 1               | 0               | 0               | -                 | -                 | -                 | -          | -          | -          | -                              | -                              | -                              | -                              | -                                                 | -                                                 | -                                                 | -              | -              | -              | -      | -      | -      | 22    | 2     | 6     |
| Total sur la carrière | Total sur la carrière | Total sur la carrière | 504         | 134         | 99          | 33              | 13              | 0               | 9                 | 0                 | 0                 | 7          | 2          | -          | -                              | 130                            | 28                             | 36                             | 5                                                 | 1                                                 | 0                                                 | 128            | 27             | -              | 40     | 6      | 5      | 856   | 211   | 140   |

### En équipe nationale

#### Matchs internationaux
| Apparitions et buts internationaux | Apparitions et buts internationaux | Apparitions et buts internationaux | Apparitions et buts internationaux | Apparitions et buts internationaux | Apparitions et buts internationaux | Apparitions et buts internationaux |
| #                                  | Date                               | Lieu                               | Adversaire                         | Résultat                           | But                                | Compétition                        |
| 1999                               | 1999                               | 1999                               | 1999                               | 1999                               | 1999                               | 1999                               |
| ---------------------------------- | ---------------------------------- | ---------------------------------- | ---------------------------------- | ---------------------------------- | ---------------------------------- | ---------------------------------- |
| 1.                                 | 28 mars 1999                       | Séoul (Corée du Sud)               | Corée du Sud                       | 0–1                                | 0                                  | Match amical                       |
| 2.                                 | 31 mars 1999                       | Tokyo (Japon)                      | Japon                              | 2–0                                | 0                                  | Match amical                       |
| 3.                                 | 7 septembre 1999                   | Porto Alegre (Brésil)              | Argentine                          | 4–2                                | 0                                  | Match amical                       |
| 4.                                 | 9 octobre 1999                     | Amsterdam (Pays-Bas)               | Pays-Bas                           | 2–2                                | 0                                  | Match amical                       |
| 2000                               |                                    |                                    |                                    |                                    |                                    |                                    |
| 5.                                 | 23 février 2000                    | Bangkok (Thaïlande)                | Thaïlande                          | 7–0                                | 0                                  | Match amical                       |
| 6.                                 | 8 octobre 2000                     | Maracaibo (Venezuela)              | Venezuela                          | 6–0                                | 0                                  | Éliminatoires Coupe du monde 2002  |
| 7.                                 | 15 novembre 2000                   | São Paulo (Brésil)                 | Colombie                           | 1–0                                | 0                                  | Éliminatoires Coupe du monde 2002  |
| 2001                               |                                    |                                    |                                    |                                    |                                    |                                    |
| 8.                                 | 12 juillet 2001                    | Cali (Colombie)                    | Mexique                            | 0–1                                | 0                                  | Copa América 2001                  |
| 9.                                 | 15 juillet 2001                    | Cali (Colombie)                    | Pérou                              | 2–0                                | 0                                  | Copa América 2001                  |
| 10.                                | 18 juillet 2001                    | Cali (Colombie)                    | Paraguay                           | 3–1                                | 0                                  | Copa América 2001                  |
| 11.                                | 23 juillet 2001                    | Manizales (Colombie)               | Honduras                           | 0–2                                | 0                                  | Copa América 2001                  |
| 2002–2003                          |                                    |                                    |                                    |                                    |                                    |                                    |
| 12.                                | 12 février 2003                    | Guangzhou (Chine)                  | Chine                              | 0–0                                | 0                                  | Match amical                       |
| 13.                                | 30 avril 2003                      | Guadalajara (Mexique)              | Mexique                            | 0–0                                | 0                                  | Match amical                       |
| 2003–2004                          |                                    |                                    |                                    |                                    |                                    |                                    |
| 14.                                | 12 octobre 2003                    | Leicester (Angleterre)             | Jamaïque                           | 1–0                                | 0                                  | Match amical                       |
| 15.                                | 19 novembre 2003                   | Curitiba (Brésil)                  | Uruguay                            | 3–3                                | 0                                  | Éliminatoires Coupe du monde 2006  |
| 16.                                | 31 mars 2004                       | Asuncion (Paraguay)                | Paraguay                           | 0–0                                | 0                                  | Éliminatoires Coupe du monde 2006  |
| 17.                                | 28 avril 2004                      | Budapest (Hongrie)                 | Hongrie                            | 4–1                                | 0                                  | Match amical                       |
| 18.                                | 20 mai 2004                        | Saint-Denis (France)               | France                             | 0–0                                | 0                                  | Match amical                       |
|                                    | 25 mai 2004                        | Barcelone (Espagne)                | Catalogne                          | 5–2                                | 0                                  | Match amical non officiel          |
| 19.                                | 2 juin 2004                        | Belo Horizonte (Brésil)            | Argentine                          | 3–1                                | 0                                  | Éliminatoires Coupe du monde 2006  |
| 20.                                | 6 juin 2004                        | Santiago (Chili)                   | Chili                              | 1–1                                | 0                                  | Éliminatoires Coupe du monde 2006  |
| 2004–2005                          |                                    |                                    |                                    |                                    |                                    |                                    |
| 21.                                | 18 août 2004                       | Port-au-Prince (Haïti)             | Haïti                              | 6–0                                | 0                                  | Match amical                       |
| 22.                                | 5 septembre 2004                   | São Paulo (Brésil)                 | Bolivie                            | 3–1                                | 0                                  | Éliminatoires Coupe du monde 2006  |
| 23.                                | 8 septembre 2004                   | Berlin (Allemagne)                 | Allemagne                          | 1–1                                | 0                                  | Match amical                       |
| 24.                                | 9 octobre 2004                     | Maracaibo (Venezuela)              | Venezuela                          | 5–2                                | 0                                  | Éliminatoires Coupe du monde 2006  |
| 25.                                | 17 novembre 2004                   | Quito (Équateur)                   | Équateur                           | 0–1                                | 0                                  | Éliminatoires Coupe du monde 2006  |
| 26.                                | 9 février 2005                     | Hong Kong                          | Hong Kong                          | 7–1                                | 0                                  | Match amical                       |
| 27.                                | 27 mars 2005                       | Goiânia (Brésil)                   | Pérou                              | 1–0                                | 0                                  | Éliminatoires Coupe du monde 2006  |
| 28.                                | 16 juin 2005                       | Leipzig (Allemagne)                | Grèce                              | 3–0                                | 1                                  | Coupe des confédérations 2005      |
| 29.                                | 19 juin 2005                       | Hanovre (Allemagne)                | Mexique                            | 0–1                                | 0                                  | Coupe des confédérations 2005      |
| 30.                                | 29 juin 2005                       | Francfort (Allemagne)              | Argentine                          | 4–1                                | 0                                  | Coupe des confédérations 2005      |
| 2005–2006                          |                                    |                                    |                                    |                                    |                                    |                                    |
| 31.                                | 17 août 2005                       | Split (Croatie)                    | Croatie                            | 1–1                                | 0                                  | Match amical                       |
| 32.                                | 4 septembre 2005                   | Brasília (Brésil)                  | Chili                              | 5–0                                | 0                                  | Éliminatoires Coupe du monde 2006  |
|                                    | 6 septembre 2005                   | Séville (Espagne)                  | FC Séville                         | 1–1                                | 0                                  | Match amical non officiel          |
| 33.                                | 9 octobre 2005                     | La Paz (Bolivie)                   | Bolivie                            | 1–1                                | 1                                  | Éliminatoires Coupe du monde 2006  |
| 34.                                | 12 octobre 2005                    | Belém (Brésil)                     | Venezuela                          | 3–0                                | 0                                  | Éliminatoires Coupe du monde 2006  |
| 35.                                | 12 novembre 2005                   | Abou Dabi (Émirats arabes unis)    | Émirats arabes unis                | 8–0                                | 2                                  | Match amical                       |
| 36.                                | 1er mars 2006                      | Moscou (Russie)                    | Russie                             | 1–0                                | 0                                  | Match amical                       |
|                                    | 30 mai 2006                        | Bâle (Suisse)                      | FC Lucerne                         | 8–0                                | 1                                  | Match amical non officiel          |
| 37.                                | 4 juin 2006                        | Genève (Suisse)                    | Nouvelle-Zélande                   | 4–0                                | 1                                  | Match amical                       |
| 38.                                | 22 juin 2006                       | Dortmund (Allemagne)               | Japon                              | 4–1                                | 1                                  | Coupe du monde 2006                |
| 39.                                | 27 juin 2006                       | Dortmund (Allemagne)               | Ghana                              | 3–0                                | 0                                  | Coupe du monde 2006                |
| 40.                                | 1er juillet 2006                   | Francfort (Allemagne)              | France                             | 0–1                                | 0                                  | Coupe du monde 2006                |

#### Buts internationaux
| 0     | Date | Lieu | Compétition | Résultat | Adversaire | Détail | Détail | Détail | Sél. |
| ----- | --- | --- | --- | --- | --- | --- | --- | --- | --- |
| 1er   | 16 juin 2005 | Zentralstadion, Leipzig, Allemagne                                                                                            | Premier tour de la Coupe des confédérations 2005                                                                              | V 3-0 | Grèce | 81e | c.f du pied droit | 3-0 | 28e |
| 2e    | 9 octobre 2005 | Estadio Hernando Siles, La Paz, Bolivie                                                                                       | Éliminatoires Coupe du monde 2006                                                                                             | N 1-1 | Bolivie | 25e | c.f du pied droit | 0-1 | 33e |
| 3e    | 12 novembre 2005 | Stade Al-Nahyan, Abou Dhabi, Émirats arabes unis                                                                              | Match amical | V 0-8 | Émirats arabes unis | 70e | c.f du pied droit | 0-5 | 35e |
| 4e    | 12 novembre 2005 | Stade Al-Nahyan, Abou Dhabi, Émirats arabes unis                                                                              | Match amical | V 0-8 | Émirats arabes unis | 79e | de la tête | 0-6 | 35e |
| 5e    | 4 juin 2006 | Stade de Genève, Lancy, Suisse                                                                                                | Match amical | V 4-0 | Nouvelle-Zélande | 90+3e | du pied droit | 4-0 | 37e |
| 6e    | 22 juin 2006 | FIFA WM-Stadion Dortmund, Dortmund, Allemagne                                                                                 | Premier tour de la Coupe du monde 2006                                                                                        | V 1-4 | Japon | 53e | du pied droit | 1-2 | 38e |
| Total | 6 buts (5 du pied droit et 1 de la tête), dont 3 coups francs, en 40 sélections entre le 28 mars 1999 et le 1er juillet 2006. | 6 buts (5 du pied droit et 1 de la tête), dont 3 coups francs, en 40 sélections entre le 28 mars 1999 et le 1er juillet 2006. | 6 buts (5 du pied droit et 1 de la tête), dont 3 coups francs, en 40 sélections entre le 28 mars 1999 et le 1er juillet 2006. | 6 buts (5 du pied droit et 1 de la tête), dont 3 coups francs, en 40 sélections entre le 28 mars 1999 et le 1er juillet 2006. | 6 buts (5 du pied droit et 1 de la tête), dont 3 coups francs, en 40 sélections entre le 28 mars 1999 et le 1er juillet 2006. | 6 buts (5 du pied droit et 1 de la tête), dont 3 coups francs, en 40 sélections entre le 28 mars 1999 et le 1er juillet 2006. | 6 buts (5 du pied droit et 1 de la tête), dont 3 coups francs, en 40 sélections entre le 28 mars 1999 et le 1er juillet 2006. | 6 buts (5 du pied droit et 1 de la tête), dont 3 coups francs, en 40 sélections entre le 28 mars 1999 et le 1er juillet 2006. | 6 buts (5 du pied droit et 1 de la tête), dont 3 coups francs, en 40 sélections entre le 28 mars 1999 et le 1er juillet 2006. |

## Palmarès
| Sport Club do Recife (1)                                      | CR Vasco da Gama (12) | Olympique lyonnais (11) | Al-Gharafa SC (3)                                                                              | Équipe du Brésil (2)                                                                                     |
| ------------------------------------------------------------- | --- | --- | ---------------------------------------------------------------------------------------------- | --- |
| - Championnat de l'État du Pernambouc (1) - Vainqueur en 1994 | - Copa Libertadores (1) - Vainqueur en 1998 - Copa Mercosur (1) - Vainqueur en 2000 - Championnat du Brésil (2) - Champion en 1997 et 2000 Vice-Champion en 2011 - Tournoi Rio - São Paulo (1) - Vainqueur en 1999 - Champion de l'État de Rio (1) - Champion en 1998 - Coupe Rio (3) - Vainqueur en 1998, 1999, 2001 - Coupe Guanabara (2) - Vainqueur en 1998, 2000 - Coupe du Brésil (1) - Vainqueur en 2011 - Coupe du monde des clubs - Finaliste en 2000 - Coupe intercontinentale - Finaliste en 1998 | - Championnat de France (7) - Champion en 2002, 2003, 2004, 2005, 2006, 2007 et 2008 - Coupe de France (1) - Vainqueur en 2008 - Trophée des champions (3) - Vainqueur en 2002, 2003 et 2004 - Coupe de la Ligue - Finaliste en 2007 - Peace Cup - Vainqueur en 2007 | - Championnat du Qatar (1) - Champion en 2010 - Coupe du Qatar (2) - Vainqueur en 2010 et 2011 | - Tournoi de Toulon (-20 ans) (1) - Vainqueur en 1995 - Coupe des confédérations (1) - Vainqueur en 2005 |

### Distinctions individuelles
- En 2000 :
  - Ballon d'argent brésilien en 2000
- En 2004 :
  - Membre de l'équipe-type de la saison de Ligue 1
  - Joueur étranger de l'année de Ligue 1
- En 2005 :
  - 12e au Ballon d'Or
  - Membre de l'équipe-type de la saison de Ligue 1
  - Joueur étranger de l'année de Ligue 1
  - Trophée du joueur du mois de Ligue 1 UNFP en février.
  - Trophée du joueur du mois de Ligue 1 UNFP en mars
- En 2006 :
  - Meilleur joueur de Ligue 1
  - Membre de l'équipe-type de la saison de Ligue 1
  - Joueur étranger de l'année de Ligue 1
  - Trophée du joueur du mois de Ligue 1 UNFP en octobre
- En 2010 :
  - Meilleur joueur du championnat du Qatar

### Records
- Co-Meilleur buteur de l'histoire de l'Olympique lyonnais en Coupes d'Europe (18 buts) avec Alexandre Lacazette
- Meilleur tireur de coups francs de l'histoire du football (77)[45]
- En 2022, le magazine So Foot le classe dans le top 1000 des meilleurs joueurs du championnat de France, à la 3e place, derrière Delio Onnis et Jean-Pierre Papin[46].

## Autour des terrains

### Vie privée

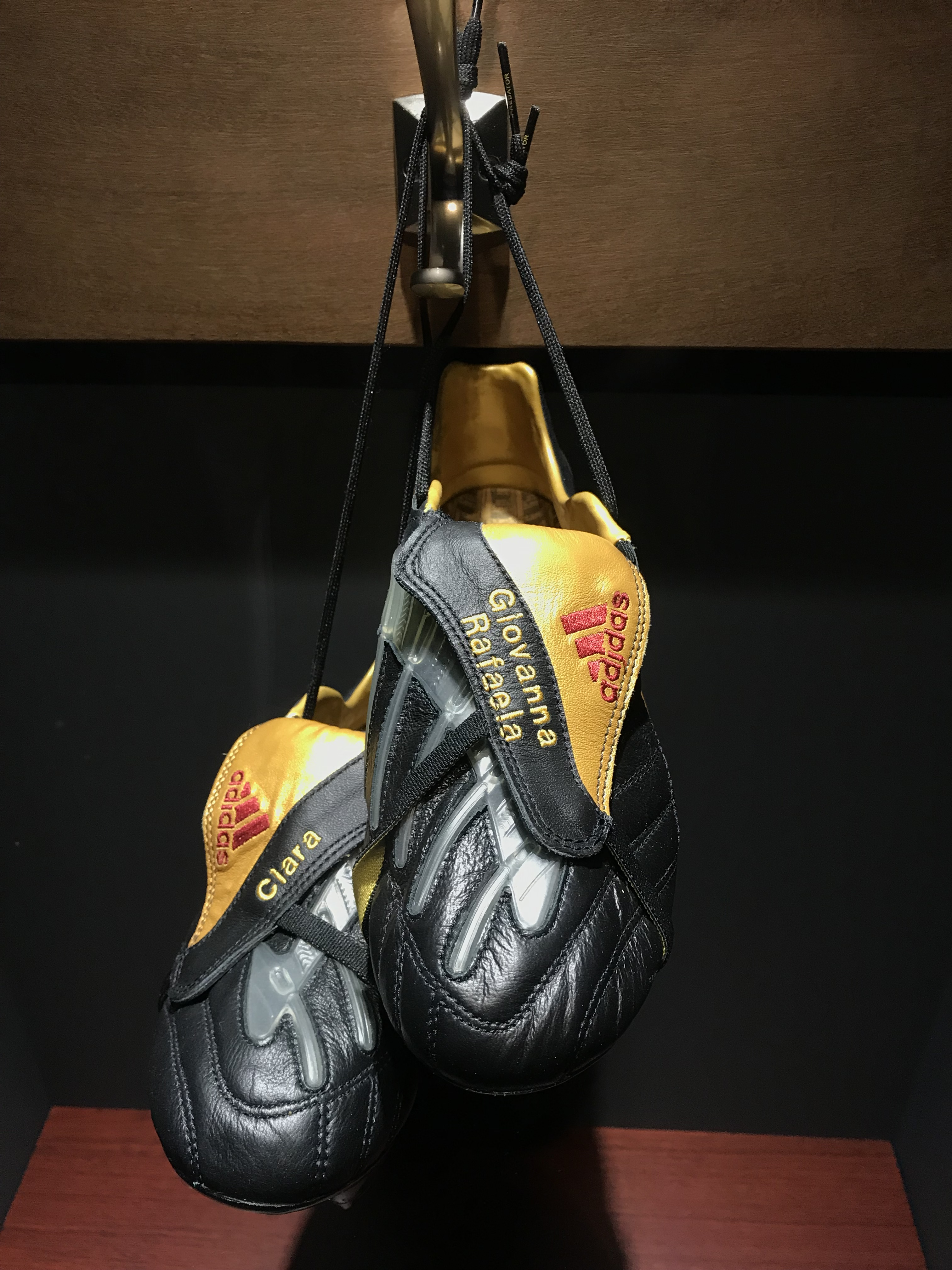
Chaussures de Juninho à l'OL avec les prénoms de ses filles inscrits dessus (OL Le musée).

À sa naissance, il est baptisé du même nom que son père, Antônio Augusto Ribeiro Reis. Pour le différencier de celui-ci, il a très rapidement porté le surnom de Juninho que l'on donne aux personnes ayant « Júnior » dans leur nom.
Pernambucano est le gentilé des habitants de l'État où il a grandi, le Pernambouc, situé dans une des régions les plus pauvres du Brésil, le Nordeste bien qu'il soit de bonne famille, ce qui est plutôt rare dans le monde du football. Il est le cadet de cinq enfants.
Juninho est aujourd'hui marié à Renata et père de trois filles, Giovanna, Maria-Clara et Rafaëla (27 novembre 2006), les deux dernières étant nées à Lyon. Le 17 août 2007, il obtient la nationalité française.

### Une chanson pour Juninho
Lors de sa victoire en Copa Libertadores, il marque en demi-finale un coup franc somptueux face à River Plate en Argentine, dans le fameux stade Monumental, qualificatif pour son équipe.
Ce but lui a valu une chanson de la part des supporters de Vasco : 
« Vou torcer pro Vasco ser campeão 

São Januário, meu caldeirão ! (Bis) 

Vasco sua glória é sua história 

É relembrar o Expresso da Vitória ! 

Contra o River Plate sensacional 

Gol do Juninho, Monumental!

Ole ole ole ola 

Ole ole ole ola 

Eu sou vascaíno, e este sentimento não pode parar!»
« Je vais soutenir pour que Vasco soit Champion 

São januário (stade de Vasco), mon Chaudron

Vasco ta gloire est ton histoire 

On se souvient de l'Express de la victoire ! 

Contre le River Plate c'était sensationnel 

But de Juninho au Monumental ! » (le Monumental est le stade de River Plate)
Il est nommé « ballon d'argent brésilien » à son poste en 2000.

### Le stade «Juninho»
Anciennement appelé "Stade Eugénie", le stade du petit club de l'AS Montchat se nomme « stade Juninho » depuis le 15 mai 2009. Fort de 840 licenciés, ce club de quartier a organisé un vote interne d'où le nom du capitaine brésilien de l'OL est ressorti avec une très large majorité devant celui de Sidney Govou.
L'enceinte est située 10 rue Coignet, dans le 3e arrondissement de Lyon.

### Dans les médias
Il est consultant sur la chaîne O Globo entre 2014 et 2018. En octobre 2018, Juninho revient sur sa rupture de contrat avec la chaîne dans une interview à El País, où il dit avoir été victime d’une censure de la chaîne pour avoir remis en question le travail de la presse, notamment des journalistes suiveurs (ignorance, analyses biaisées, nutrition, psychologie du footballeur). Juninho déclare également avoir été menacé de mort. Il pointe aussi du doigt le racisme omniprésent dans le monde du football brésilien.

### Politique
En 2018, dans une interview accordée à El País au moment de la montée dans les sondages du candidat d’extrême droite Jair Bolsonaro, Juninho fait part de ses opinions politiques qu’il explique avoir développées lors de son passage en France notamment. Il y dit : « Ce qui m’a surtout frappé pour la politique, c’est le côté humain des Français. Je pensais que le Brésilien était solidaire. Mais c’est un mensonge. Le Français est solidaire pour de vrai ! Il y a les extrémistes, la partie qui méprise les musulmans, la partie raciste. Mais la majorité du peuple français a une humanité très développée ». Il défend aussi le président brésilien Lula et critique l'ancien président Jair Bolsonaro.
En 2020, à l'occasion d'une interview dans The Guardian il renouvelle son engagement politique contre Bolsonaro, critiquant notamment sa gestion de la crise du Covid-19, et plus généralement son rôle dans le maintien d'une société profondément inégalitaire, fracturée entre une élite distante et des classes populaires auxquelles est nié tout accès aux besoins fondamentaux et à leur dignité.

Il est également très critique des médias brésiliens et de leur rôle ou passivité face à la propagation des fake news ayant abouti à l'election du président en place.

Il pointe également du doigt la culture brésilienne et sa propension à promouvoir la réussite financière comme valeur suprême, notamment dans le milieu du football. Il prend en exemple sa propre carrière mais aussi celle de Neymar, qu'il considère comme le meilleur joueur actuel du Brésil, entraînant des tensions avec Leonardo, son homologue au PSG, où évolue la star brésilienne.